# Phthersigena insularis
Phthersigena insularis är en bönsyrseart som beskrevs av Max Beier 1965. Phthersigena insularis ingår i släktet Phthersigena och familjen Amorphoscelidae. Inga underarter finns listade i Catalogue of Life.